# Mois
Cet article concerne le mois. Pour la forme de publication appelée « mensuel », voir Publication périodique.
Le mois est une unité de temps utilisée dans les calendriers, correspondant à une division de l'année. 
Dans les calendriers solaires occidentaux, un mois est défini comme un douzième de l'année, elle-même basée sur l'année tropique, chacun des mois comptant un nombre variable de jours. D'autres types de calendrier utilisent des définitions différentes, comme les calendriers lunaires, basés sur les lunaisons. D'autres découpent le temps de façon arbitraire sans correspondance avec des phénomènes astronomiques comme certains calendriers aztèques.
Sauf dans le cas d'une date évoquant un événement historique, le mois s'écrit normalement, c'est-à-dire en minuscule : on écrira ainsi « le 14 janvier » (une date courante), mais « le 14 Juillet » (date de la fête nationale française).
Le mois peut se diviser en trois parties :
- la première (du premier jour au dixième jour) est le début du mois;
- la deuxième (du onzième jour au vingtième jour) est la moitié du mois;
- la troisième et dernière partie (du vingt-et-unième jour au dernier jour) est considérée comme étant la fin du mois;

## Étymologie
Le mot « mois » provient du latin mensis (« mois »), provenant lui-même de l'indo-européen commun *mḗh₁n̥s (« lune » ou « mois »).

## Astronomie
Du point de vue astronomique, il est possible de définir plusieurs types de mois en relation avec le mouvement de la Lune autour de la Terre :
- mois draconitique : intervalle entre deux passages de la Lune au même nœud de son orbite ; 27,212221 jours en moyenne ;
- mois tropique : temps mis par la Lune pour retrouver la même longitude écliptique ; 27,321582 jours en moyenne ;
- mois sidéral : période orbitale de la Lune ; 27,321661 jours en moyenne ;
- mois anomalistique : intervalle entre deux périgées de la Lune ; 27,554550 jours en moyenne ;
- mois synodique : intervalle entre deux nouvelles lunes ; 29,530589 jours en moyenne.

## Calendrier
Le mois synodique ou lunaison, l'intervalle entre deux nouvelles Lunes consécutives, est la base de la plupart des calendriers lunaires. De la façon la plus simple, un calendrier lunaire considère que deux lunaisons durent 59 jours : un mois plein de 30 jours suivi d'un mois creux de 29 jours. Ce système nécessite des corrections à long terme, généralement par l'utilisation de jours intercalaires.
Les mois synodiques ne s'insèrent pas facilement dans une année, ce qui rend la construction d'un calendrier luni-solaire difficile. La solution la plus courante consiste à prendre en compte le cycle métonique, qui approxime 235 lunaisons par 19 années tropiques (quasiment 6 940 jours). Un tel calendrier métonique (comme le calendrier hébraïque) dérive toutefois d'un jour tous les 200 ans environ, par rapport aux saisons.
Dans les calendriers solaires, les mois ne sont plus liés aux phases de la Lune. De tels calendriers sont basés sur le mouvement de la Terre autour du Soleil.

## Mois occidentaux

### Histoire
Traditionnellement, les mois représentent des repères quant à la durée de la journée et la météorologie ; cela permet de rythmer les occupations saisonnières comme la chasse ou l'agriculture. Historiquement, le mois a été défini par la lunaison. Cette dernière durant approximativement 29,5 jours, on parle de mois creux (29 jours) et de mois plein (30 jours).
Chez les Bretons, à la conquête romaine, le temps humain s’est calqué sur l'agriculture et les mois duraient 28 jours, compromis entre la durée approximative d’une lunaison et la variation de ses quartiers. Il y avait alors une année de 13 mois de 28 jours (364 jours) plus 1 jour intercalaire, qui correspondait au changement de l’année ; ce qui était une assez bonne approximation de l’année solaire (365,2422) pour un retour aux équinoxes.
La durée moyenne (sur quatre cents ans, durée d'un cycle grégorien) est de 30,436875 jours. La durée moyenne sur quatre ans (durée du cycle julien) est de 30,4375 jours.

### Abréviations
Les abréviations suivantes sont couramment utilisées :
| Mois        | janvier | février | 0mars0 | 0avril0 | 0mai0 | 0juin0 | juillet         | 0août0 | septembre | octobre | novembre | décembre |
| Abréviation | janv.   | févr.   | mars   | avr.    | mai   | juin   | juil. ou juill. | août   | sept.     | oct.    | nov.     | déc.     |

Ces abréviations sont dites régulières, par opposition aux abréviations conventionnelles, c'est-à-dire qu'elles suivent des règles classiques et donc prévisibles.
- Elles sont en effet « obtenues par apocope (suppression de lettres finales), coupées après une consonne et devant une voyelle, laissant subsister une fraction significative du mot abrégé »[3].
- Par ailleurs, « on conserve toutes les consonnes initiales de la première syllabe tronquée »[3] : juill. est ainsi parfois préféré à juil.[4].
- Le retranchement d'une lettre est inutile, celui de deux lettres est rare (mais pas impossible comme le montre l'exemple d'avril abrégé en avr.)[3].

Complément d'information :
| Nom du mois | Numéro | Abréviation courante | Code à un caractère | Code à deux caractères | Code bilingue | Code à trois caractères | Code anglophone | Durée    |
| ----------- | ------ | -------------------- | ------------------- | ---------------------- | ------------- | ----------------------- | --------------- | -------- |
| janvier     | 01     | janv.                | J                   | JR                     | JA            | JAN                     | JAN             | 31       |
| février     | 02     | févr.                | F                   | FR                     | FE            | FÉV                     | FEB             | 28 ou 29 |
| mars        | 03     | mars                 | M                   | MS                     | MR            | MAR                     | MAR             | 31       |
| avril       | 04     | avr.                 | A                   | AL                     | AL            | AVR                     | APR             | 30       |
| mai         | 05     | mai                  | M                   | MI                     | MA            | MAI                     | MAY             | 31       |
| juin        | 06     | juin                 | J                   | JN                     | JN            | JUN                     | JUN             | 30       |
| juillet     | 07     | juill.               | J                   | JT                     | JL            | JUL                     | JUL             | 31       |
| août        | 08     | août                 | A                   | AT                     | AU            | AOÛ                     | AUG             | 31       |
| septembre   | 09     | sept.                | S                   | SE                     | SE            | SEP                     | SEP             | 30       |
| octobre     | 10     | oct.                 | O                   | OE                     | OC            | OCT                     | OCT             | 31       |
| novembre    | 11     | nov.                 | N                   | NE                     | NO            | NOV                     | NOV             | 30       |
| décembre    | 12     | déc.                 | D                   | DE                     | DE            | DÉC                     | DEC             | 31       |
| Moyenne     |        |                      |                     |                        |               |                         |                 | 30,4375  |

### Histoire du nom des mois occidentaux
- Janvier : provient du nom du dieu Janus, dieu des portes (de janua, « porte » en latin, selon Tertullien), des passages et des commencements dans la mythologie romaine, représenté avec deux visages opposés, car il regarde l'entrée et la sortie, la fin et le début d'une année.

- Février : du latin populaire febrarius, dérivé du latin classique februarius, issu du verbe februare « purifier ». Février est donc le mois des purifications. Voir aussi Apollon.

- Mars : provient du dieu de la guerre Mars (le retour de la période permise pour entamer une guerre).

- Avril : du latin aprilis « avril » qui peut avoir la signification d’« ouvrir », car c’est le mois où les fleurs s’ouvrent. Aprilis (avril) était le deuxième mois du calendrier romain. Ce mois était dédié à la déesse grecque Aphrodite. Il devient graduellement, selon les pays, le quatrième mois de l’année lorsque, en 532, l’Église de Rome décida que l’année commence le 1er janvier ; voir Denys le Petit. (source ?)

- Mai : du latin Maius (mensis) « le mois de mai », provient de Maia, déesse romaine de la fertilité et du printemps.

- Juin : vient du latin junius. Ce nom fut probablement donné en l’honneur de la déesse romaine Junon. À l’époque antique, c’était le quatrième mois du calendrier romain.

- Juillet : deux interprétations possibles : altération de l'ancien français juignet « juillet » proprement « petit juin » et du latin julius (mensis), nom du septième mois de l'année (proprement « mois de Jules, en l'honneur de Jules César, né dans ce mois, réformateur du calendrier romain) », le gn de juignet passant alors en ll de juillet.

- Août : du latin augustus, « consacré par les augures », substitué en l'honneur de l'empereur Auguste à Sextilis (mensis) (qui est le sixième mois après le printemps).

- Les mois de septembre (de septem (mensis) : septième mois) ; octobre : latin october (mensis) « octobre, huitième mois de l'année romaine » (dérivé de octo : « huit »), qui peut également faire référence à l'empereur romain Octave ; novembre (novem : « neuf » ) et décembre (latin classique december, dérivé de decem : « dix », décembre étant le dixième mois de l'année romaine) ne se comprennent qu’en commençant l'année à l'équinoxe de printemps, au mois de mars.

Le nom des mois montre qu’ils n’ont pas tous eu le même point d’origine de l’année : les sept premiers mois, par une décision plus tardive que les cinq derniers qui sont comptés à partir du printemps, ont leur origine en janvier.

### Mois du calendrier républicain
Les mois du calendrier républicain (créé par Fabre d'Églantine 1750-1794) contiennent tous trente jours et sont composés de trois décades, dont les noms des jours sont : primidi, duodi, tridi, quartidi, quintidi, sextidi, septidi, octidi, nonidi et décadi.
L’année commence à l’équinoxe vrai d’automne au méridien de l'Observatoire de Paris (en se servant de jours complémentaires, les sanculottides, au nombre de cinq ou six et placés après fructidor, pour faire correspondre ce début de l’an avec la fin de l’an passé). Les nouveaux noms  sont : vendémiaire, brumaire, frimaire, nivôse, pluviôse, ventôse, germinal, floréal, prairial, messidor, thermidor, fructidor. On remarque que chaque fin de ces mots (-aire, -ôse, -al et -idor) forment une unité de saison et chaque mois correspond aux différents états de la nature.
Le calendrier républicain a duré peu de temps (treize ans : du 22 septembre 1792 au 1er janvier 1806), car il n'avait pas su remplacer les nombreux jours fériés de la religion catholique que comportait l’ancien calendrier. De plus, il n’octroyait officiellement qu’un jour chômé (décadi) pour neuf jours travaillés : personne ne voulait l’appliquer au quotidien. Du fait qu'il n'y en avait pas d'application pratique, plus rien n'empêcha le retour au calendrier grégorien, encore en vigueur dans toute l'Europe.
Il réapparut, cependant, au cours de la Commune de Paris du 6 au 23 mai 1871, dans le Journal Officiel et dans les affiches placardées par le Comité de Salut Public.

## Récurrence du premier vendredi du mois
Le premier vendredi du mois, il y a la dévotion de l'Église catholique au Sacré-Cœur de Jésus rapportée par la Sainte Marguerite-Marie Alacoque.

## Grèce antique
Voir article détaillé sur le calendrier attique.

## Égypte antique
Pour l'Égypte antique, voir les douze mois de l'année égyptienne à l'époque des Ptolémées.